# Marinela
Marinela je žensko osebno ime.

## Izvor imena
Ime Marinela je različica ženskega osebnega imena Marina oziroma Marija.

## Pogostost imena
Po podatkih Statističnega urada Republike Slovenije je bilo na dan 31. decembra 2007 v Sloveniji število ženskih oseb z imenom Marinela: 63.

## Osebni praznik
Osebe z imenom Marinela lahko godujejo takrat kot osebe z imenom Marina.